# Thomas Gilman
Thomas Gilman (Council Bluffs, 28 de maio de 1994) é um lutador de estilo-livre estadunidense, medalhista olímpico.

## Carreira
Gilman participou dos Jogos Olímpicos de Verão de 2020 em Tóquio, onde participou do confronto de peso galo, conquistando a medalha de bronze após derrotar o iraniano Reza Atri.